# Golfo Corcovado
Golfo Corcovado är en bukt i Chile.   Den ligger i regionen Región de Los Lagos, i den södra delen av landet, 1 200 km söder om huvudstaden Santiago de Chile.